# Wardruna
Wardruna — норвежская музыкальная неофолк-группа, основанная Эйнаром «Квитравном» Селвиком в 2003 году совместно с Гаалом и Линди Фэй Хелла.
Группа выпустила четыре полноформатных альбома, первые три из которых основаны на скандинавской мифологии и посвящены набору нескольких рун старшего футарка; последний основан на высказываниях Одина из «Прорицания вёльвы» и других старых норвежских источников.
Группа участвовала в создании музыкального сопровождения для сериала «Викинги».

## История
Wardruna образовалась в 2003 году. Эйнар Селвик и Гаал ранее были членами блэк-метал-группы Gorgoroth, вместе выступая в рамках альбома Twilight of the Idols и вживую (концертный альбом Black Mass Krakow 2004). Селвик также записывался с другими проектами, включая Det Hedenske Folk, Bak de Syv Fjell, Jotunspor, Sahg, Dead to this World, Skuggsjá и Faun, Гаал — вместе с Trelldom, Gaahlskagg и God Seed.
Дебютный альбом группы, Runaljod — Gap Var Ginnunga, был выпущен 19 января 2009 года лейблом Indie Recordings, после чего последовал следующий альбом Runaljod — Yggdrasil — 15 марта 2013 года.
В 2014 году Селвик объявил на официальной странице группы в Facebook, что они примут участие в составлении партитуры для второго сезона Викингов вместе с Тревором Моррисом. Позже он появился в качестве актёра на шоу. В 2014 году Гаал покинул Wardruna в дружеских отношениях.
Третий альбом Wardruna, Runaljod — Ragnarok, был выпущен 21 октября 2016 года. Отчасти благодаря успеху Викингов, альбом дебютировал под номером 1 в чарте Billboard World Albums.
В августе 2017 года Wardruna выступили хедлайнерами 20-го фестиваля альтернативной музыки, фолк музыки и экспериментальной музыки Mėnuo Juodaragis на озере Дубурис, Литва. В начале 2018 года они отправились в свой первый тур по Северной Америке.
Четвёртый альбом группы, акустический Skald, был выпущен 23 ноября 2018 года.
В феврале 2020 года группа объявила о выпуске своего пятого студийного альбома, который будет носить название Kvitravn (с норв. — «Белый ворон»). Изначально датой выхода альбома было 5 июня 2020 года, однако из-за начавшейся в мире пандемии COVID-19 она была перенесена на 22 января 2021.

## Дискография
Студийные альбомы
- Runaljod – gap var Ginnunga[англ.] (2009, Indie Recordings)
- Runaljod – Yggdrasil[англ.] (2013, Indie Recordings)
- Runaljod – Ragnarok[англ.] (2016, By Norse Music)
- Skald (2018, By Norse Music)
- Kvitravn[англ.] (2021, By Norse Music)
- Birna (2025, Columbia Records)

Синглы
- Fehu (2013, Indie Recordings)
- Løyndomsriss (2014, Indie Recordings)
- Lyfjaberg (2020, By Norse Music)
- Hertan (2024, By Norse Music)

## Участники
- Эйнар «Квитравн» Селвик — вокал, все инструменты (включая фиддл)
- Линди Фэй Хелла — вокал, флейта
- Арне Сандволль — бэк-вокал, перкуссия
- HC Dalgaard — бэк-вокал, перкуссия, ударные
- Эйлиф Гундерсен — рог, флейта
- Йон Стенерсен — мурахарпа[англ.]

### Бывшие участники
- Гаал — вокал
- Йорген Нюрённинг